# Ansaldo Poggi

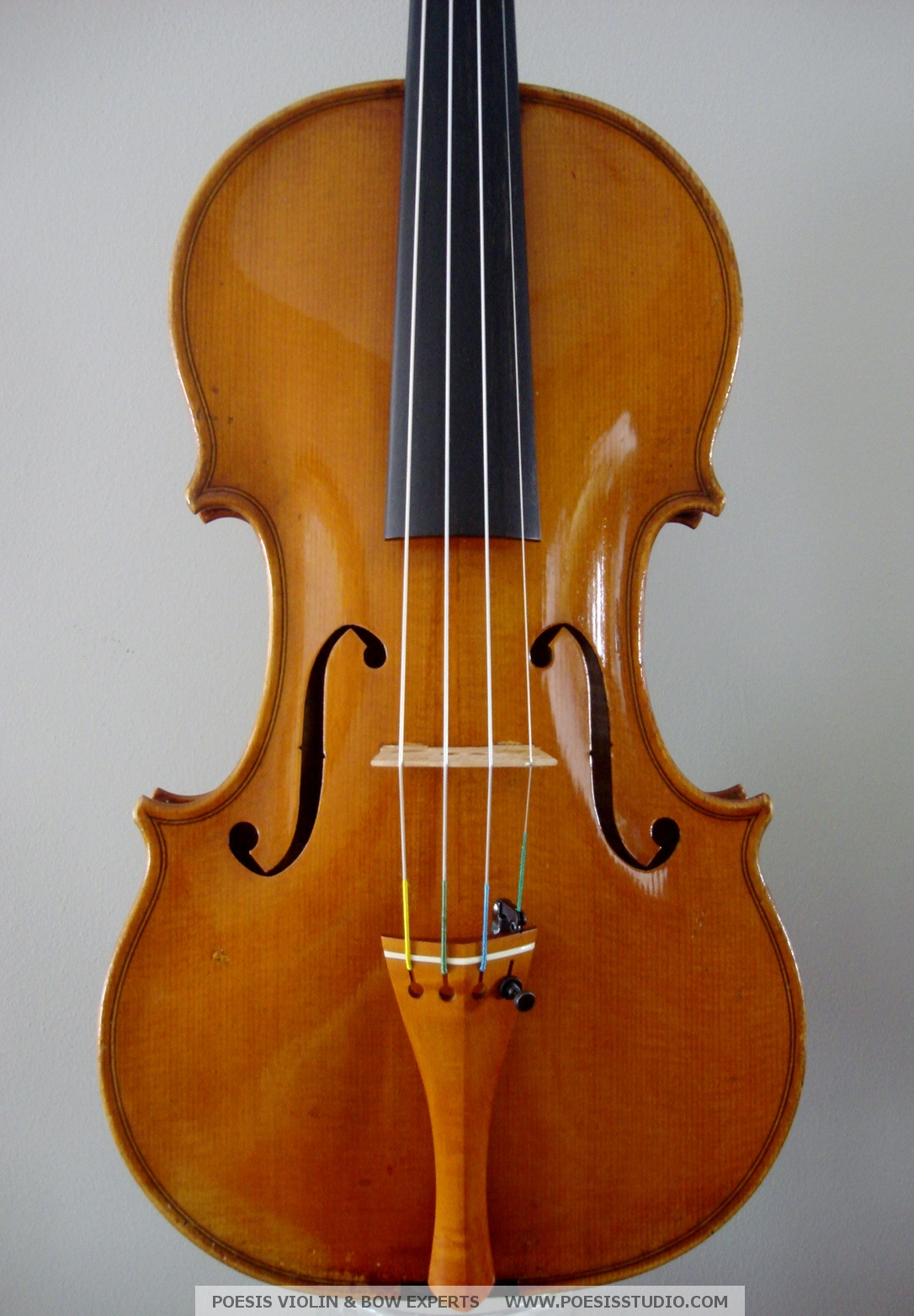
Violino di Ansaldo Poggi, Bologna, modello Stradivari, fronte

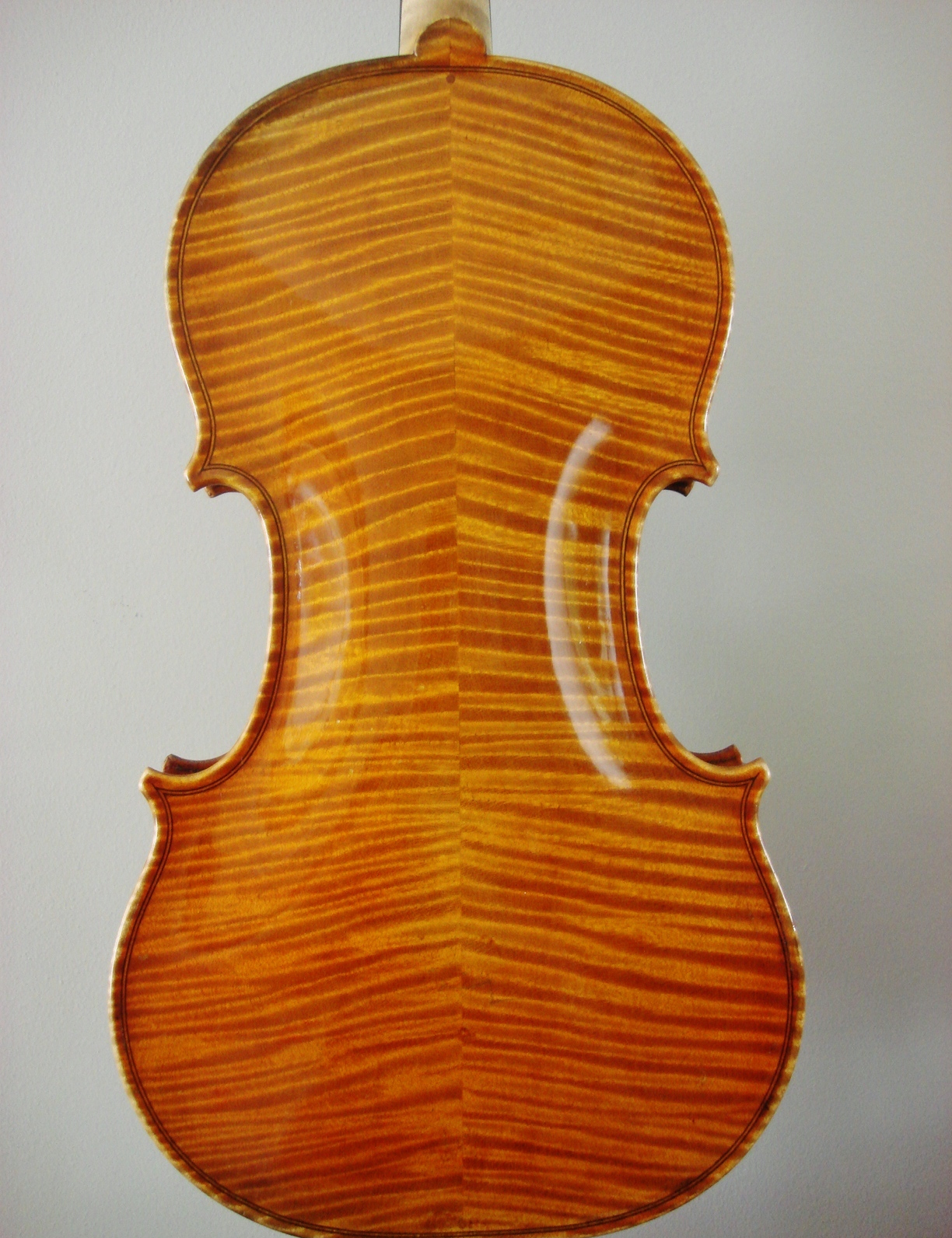
Violino di Ansaldo Poggi, Bologna, modello Stradivari, retro

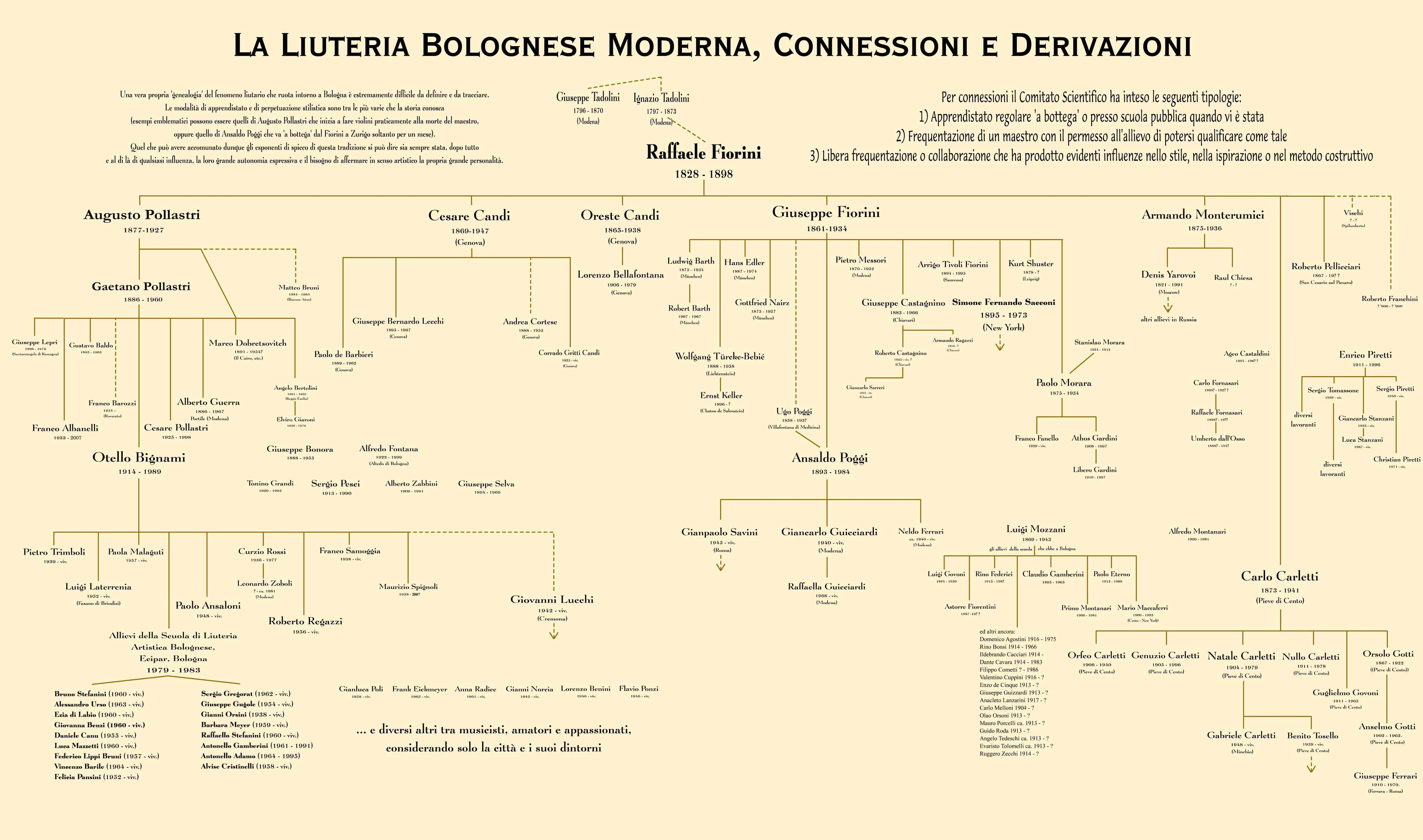
"Albero genealogico" dei liutai bolognesi

Ansaldo Poggi (Villa Fontana, 9 giugno 1893 – Bologna, 4 settembre 1984) è stato un liutaio italiano.

## Biografia
Dimostrò il suo talento per la costruzione e l'accordatura degli strumenti fin dalla tenera età. Il padre, un artigiano, a sua volta musicista e liutaio dilettante, ne incoraggiò le inclinazioni indirizzandolo verso le arti.
Dopo la fine della prima guerra mondiale si dedicò alla professione, riprendendo il mestiere di nuovo a fianco del padre, e negli stessi anni completò gli studi all'Accademia Filarmonica di Bologna.
Il 1921 è l'anno dell'incontro con il famoso liutaio Giuseppe Fiorini, di cui fu un apprezzato allievo. Nel 1923 vinse la sua prima medaglia d'argento, con una viola, al Concorso Nazionale di Roma.
Nel 1925, 1927 e 1929 fu insignito di numerose medaglie d'oro, il che lo portò a rinunciare alle competizioni.
Con il passare degli anni, Poggi cominciò a creare uno stile proprio e indipendente da Fiorini, e si mise presto a produrre strumenti che riflettevano forme e gusto personalissimi, conseguendo così un enorme successo sia a livello nazionale che internazionale.
Gian Carlo Guicciardi, Giampaolo Savini e Neldo Ferrari possono essere considerati suoi allievi.

## Produzione artistica
Ansaldo Poggi è considerato dalla maggior parte dei violinisti il più grande liutaio del ventesimo secolo. La maggior parte dei suoi strumenti sono basati sul modello Stradivari, più raramente sul Guarneri, e altre volte si basano su un modello personale. Durante l'arco della sua lunghissima carriera ha costruito strumenti per importanti violinisti come David Oistrakh, Nathan Milstein, Yehudi Menuhin, Isaac Stern, Aaron Rosand, e Uto Ughi e il violoncellista Mstislav Rostropovič, solo per citarne alcuni.
Nel 2009 Rosand vendette il suo Guarneri da 10 milioni di dollari e ora suona un Ansaldo Poggi.
Al 1982, Poggi aveva costruito un totale di 322 violini, 41 viole e 25 violoncelli.